# IGRいわて銀河鉄道
IGRいわて銀河鉄道株式会社（アイジーアールいわてぎんがてつどう、登記上の商号: アイジーアールいわて銀河鉄道株式会社）は、岩手県盛岡市に本社を置く、第三セクター方式の鉄道事業者である。東日本旅客鉄道（JR東日本）から引き継いだいわて銀河鉄道線を運営するほか、旅行業や不動産事業も営んでいる。なお、社名の「IGR」 は「Iwate Galaxy Railway」の略である。

## 概要
東北新幹線盛岡 - 八戸間開業に伴い、並行在来線としてJR東日本から経営分離されることとなった東北本線盛岡 - 八戸間のうち、目時駅構内南方の県境上にある会社分界点より岩手県側を運営している。
青い森鉄道より運転指令も受託して一体的な運用がされていたが、目時以北については2010年7月3日にJR東日本盛岡指令青森分室に移管され、2010年12月4日から青い森鉄道の指令所として運用されている。運転指令の分離に伴い、2010年12月11日に新指令システムへの移行を行い、JR盛岡総合指令室内からIGR運輸管理所内に移転した。
なお本社は2015年11月16日に盛岡市上田一丁目（JR山田線上盛岡駅北側）から同市青山二丁目の青山駅南口駅舎2・3階（岩手県道223号盛岡滝沢線沿い）へ移転。これに合わせ青山駅には南口（厨川中学校・青山一丁目・南青山町・大新町地区方面）通路と駐輪場が新設された。

### 社名の由来
社名は会社設立前の発起人会が公募して決定し、2001年3月22日に盛岡グランドホテルにおいて発表した。同日、優秀作品賞の表彰式が行われ、一戸町の当時24歳の主婦が受賞した。応募作品総数は2,642点で、最も多かったのが「みちのく鉄道」の172点だったが、一番多かったものが社名になった訳ではなく、郷土の偉人である宮沢賢治の著書「銀河鉄道の夜」に由来する「いわて銀河鉄道」に決定された。ところがいざ設立登記しようという段になって商号調査したところ、盛岡市内に「いわて銀河鉄道」という会社が既に登記されていることが判明したため、苦肉の策として「IGR」を頭に付けた。当時はアルファベットの商号登記ができなかったため、登記上及び鉄道事業許可上の商号は「アイジーアールいわて銀河鉄道株式会社」である。以後、特に差し支えがなければ社名の先頭の「アイジーアール」は「IGR」と略して記述する。

### 経営状況
開業以来、2004年度決算までは赤字だったが、2005年度決算で初めて当期純利益を計上し、2008年度まで4年連続で黒字決算となった。これは、新駅（青山駅・巣子駅）設置により利用者の減少に歯止めが掛かっていることやコスト削減などによる営業損失の縮小、および通学定期運賃の激変緩和措置などによる補助金収入（特別利益）が増大したことが要因となっている。
2009年度決算はいわて銀河鉄道線を経由する寝台特急列車の運賃・料金収入の減少などにより、当初は再び赤字に転落するものと見込まれていたが、コスト削減策や増客策が奏功し、2005年度（2006年3月期）から5年連続で単年度黒字を計上した。
2010年度決算は東日本大震災の影響もあり赤字に転落したが、2011年度決算より単年度黒字に回復。2012年度決算では累積赤字を解消する見込みとなったことから、2013年4月1日より定期券の大幅値下げと一部区間の普通運賃値下げが実施されている。なお、消費税率の8%への改定に伴い、2014年4月1日からは普通運賃・定期券いずれも値上げとなった。
以降2015年度（2016年3月期）決算まで5期連続の黒字となったが、事前発表では黒字予想だった2016年度（2017年3月期）決算は、減価償却費の計上漏れを監査法人から指摘され、それにより赤字決算となった。

## 沿革
- 2001年（平成13年）5月25日：会社設立。盛岡地区合同庁舎内に事務所を置く。
- 2002年（平成14年）
  - 3月15日：いわて銀河鉄道線 盛岡駅 - 目時駅間の第一種鉄道事業（旅客運送）を申請[18][19]。
  - 4月1日：事務所を盛岡市上田一丁目へ移転。
  - 5月28日：いわて銀河鉄道線 盛岡駅 - 目時駅間の第一種鉄道事業が許可[18][20]。
  - 12月1日：いわて銀河鉄道線 盛岡駅 - 目時駅間 (82.0km) 開業[21]。
- 2015年（平成27年）11月16日：青山駅の南口新駅舎・改札・連絡通路を供用開始[22]。あわせて同駅南口新駅舎2・3階へIGR本社を、同1階へ銀河鉄道観光とIGR不動産本店窓口をそれぞれ移転。
- 2016年（平成28年）6月1日：台湾鉄路管理局台中線と姉妹鉄道協定を締結[23]。

## 組織
IGRいわて銀河鉄道 組織図による。（2023年4月1日時点）
- 本社：〒020-0133 盛岡市青山二丁目2番8号[6][3]（青山駅 南口駅舎2・3階）[注釈 4]
青山駅利用客用マイカー駐車可能区画は4台分整備され、残りの区画はIGR公用車専用駐車場となっている。
- 総務部（総務G・経営財務G）
- 企画部（広報企画G・地域連携G・事業推進G）
  - IGR不動産:〒020-0133 盛岡市青山二丁目2番8号 青山駅南口駅舎兼IGR本社社屋1階
  - IGRクリーンサービス:〒020-0124 盛岡市厨川一丁目17番1号 厨川駅事務室内（旧銀河鉄道観光窓口跡）
  - 銀河鉄道観光:〒020-0133 盛岡市青山二丁目2番8号（青山駅南口駅舎兼IGR本社社屋1階）

営業時間：9:30 - 18:30（年末年始（12月29日 - 1月3日）は休業）
  - 銀河ダイニング「へのへの」：〒028-6103 二戸市石切所字森合68 IGR二戸駅舎内（カシオペアメッセ・なにゃーと2F）
- 運輸部（運輸G・車両G）
  - ぎんが指令（輸送指令G・情報指令G） 
2002年12月1日から2010年12月10日まではJR盛岡総合指令室内に併設されていた[26]。
  - 盛岡駅グループ（盛岡 ‐ 滝沢間の各駅を管理）
    - IGRインフォメーション[27]

  - いわて沼宮内駅グループ（渋民 - 御堂間の各駅を管理）
  - 二戸駅グループ（奥中山高原 - 金田一温泉間の各駅を管理）
  - 運輸管理所（総務G・乗務員G・車両検修G）：〒020-0137 盛岡市天昌寺町5番5号（JR東日本盛岡車両センター隣）
  - 乗務員養成センター（運輸管理所内）
- 設備部（施設G・電気G）
  - ぎんが指令（設備指令G）
  - 設備管理所（総務企画G・工事企画G・軌道G・土木G・電力G・信号通信G）
    - 本所：〒028-4125 盛岡市好摩字上山3番地3（好摩駅北側、旧・JR東日本盛岡第一保線区好摩管理室）
    - 盛岡事務所：〒020-0033 盛岡市盛岡駅前北通13番41号 東北新幹線高架下JRビル内
    - 一戸事務所：〒028-5311 二戸郡一戸町高善寺字野田126番地6 （一戸駅北側）

好摩駅東側にある「IGR設備管理所倉庫（線路保守用部品保管庫および線路保守点検作業用公用車駐車場）」は毎年10月第二土曜日に開催されている「銀河鉄道まつり」の会場となっており、まつり開催時は線路保守作業車「マルチプルタイタンパー」が展示および作業実演のため一戸事務所より、IGR7000系車両1編成が展示のため運輸管理所より好摩駅までそれぞれ回送される。さらにIGR社員（運転士・車掌・設備管理所作業員）を対象とした「実車を用いた非常時における乗客避難誘導訓練」も好摩駅東側にある側線にて年に数回実施されている。
- 安全対策室

### 銀河鉄道観光
IGRいわて銀河鉄道の旅行業部門で、本社企画部の配下にある。近畿日本ツーリストグループ特約店。旅行業登録番号は岩手県知事第2-186号。開設から2006年11月25日までは滝沢駅構内に店舗が所在。その後厨川駅構内に移転し、2009年3月14日まで同駅業務の委託を受けていた。委託終了後は旅行業務のみに戻ったが、2010年3月にIGR本社内へ移転。2015年11月16日のIGR本社移転に伴い当部門も青山駅南口駅舎兼IGR本社新社屋1階へ再移転し、これに合わせて年末年始を除く土日・祝日も利用可能な常設窓口を新設。窓口営業時間も以前より拡大された。IBCラジオ「盛岡駅前探偵団」にて毎週木曜日にCMを不定期で放送している。

### IGR不動産
IGRいわて銀河鉄道の不動産業部門で、銀河鉄道観光と同様に本社企画部の配下にある。免許番号は岩手県知事(3)第2352号。岩手県内初となる「不動産物件検索用無人タッチパネル」を導入。列車待ちの間などにIGR沿線を含めた不動産物件を検索でき、物件情報の印刷も可能。2009年1月に盛岡駅構内に「IGRいわて銀河鉄道不動産」として開業。2015年12月5日には厨川駅待合室内に厨川駅店を開設。2017年4月24日に駅ビル「フェザン」大規模改装に伴い盛岡駅店を厨川駅店に統合し、2023年7月1日には厨川駅店を青山駅舎兼本社社屋1階（青山南口）へ移転した。

## 路線
- いわて銀河鉄道線 盛岡 - 目時 (82.0km)
  - 盛岡駅北方の場内信号機下にある会社分界点より北側 - 目時駅南方の県境上にある会社分界点より南側、および好摩駅北方の花輪線場内信号機下にある会社分界点より東側。盛岡駅構内IGR線乗り場（0・1番線）に当線用0キロポストは無く、線路上および線内各踏切に設置されているキロポストは（旧東北本線時代のまま）東京起点からの通算表示となっている（目時駅構内にも青い森鉄道線用0キロポストは無く、当線より引き続き東京起点からの通算表示）。

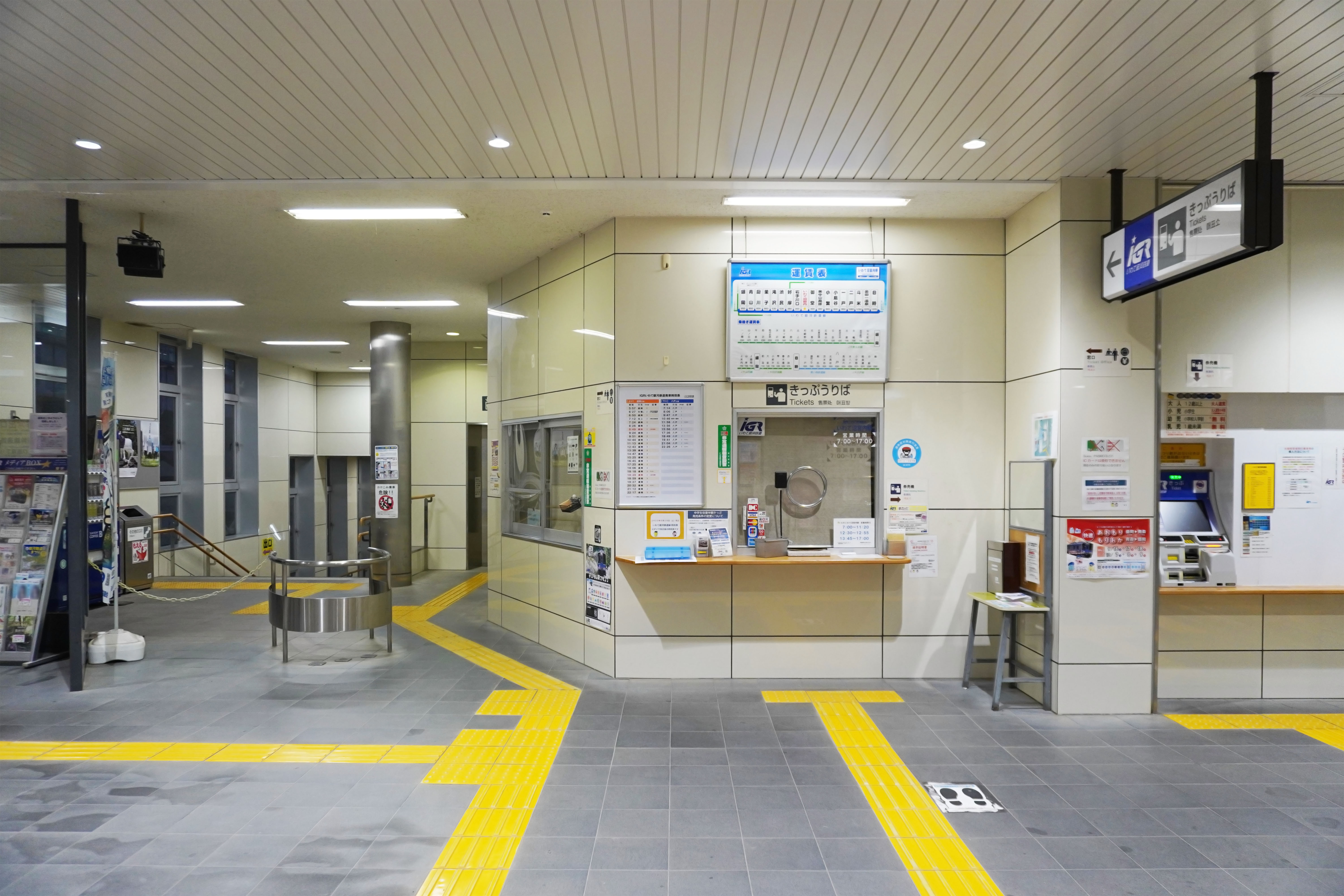
いわて沼宮内駅改札口
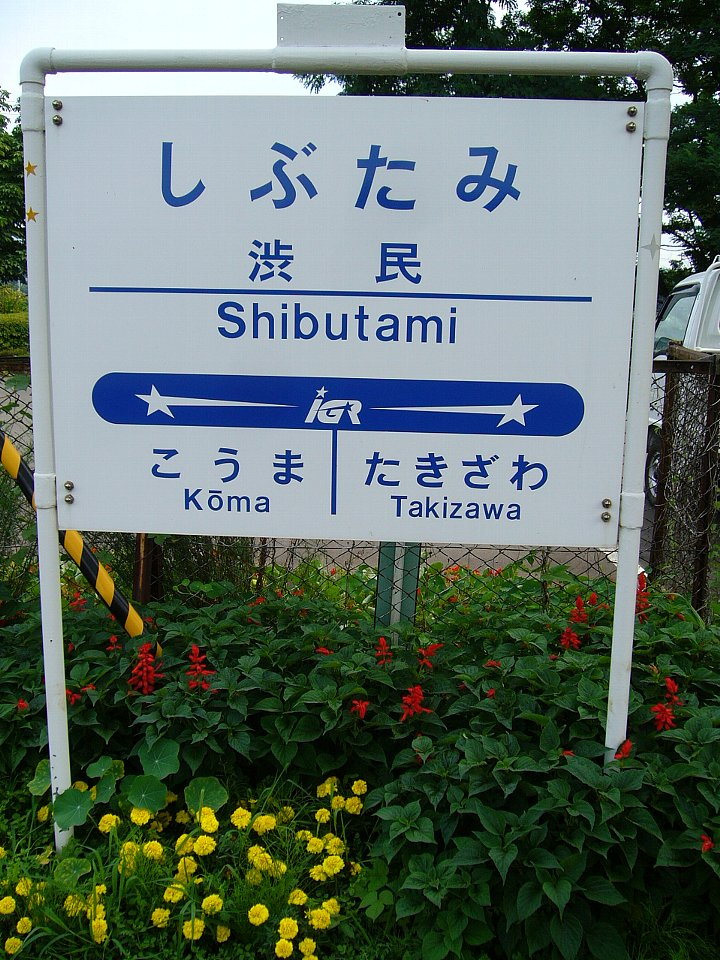
標準タイプの駅名標

## 車両
以下の車両が運輸管理所に在籍している。
- IGR7000系
  - 2両編成7本の計14両が在籍[30]。うち3編成6両が路線開業時に新製された車両、残る4編成8両は路線開業時にJR東日本より購入した車両[25]。2015 - 2016年度において機器更新・スノープラウ大型化・シングルアームパンタ化等の更新工事を全ての編成に対して実施した。

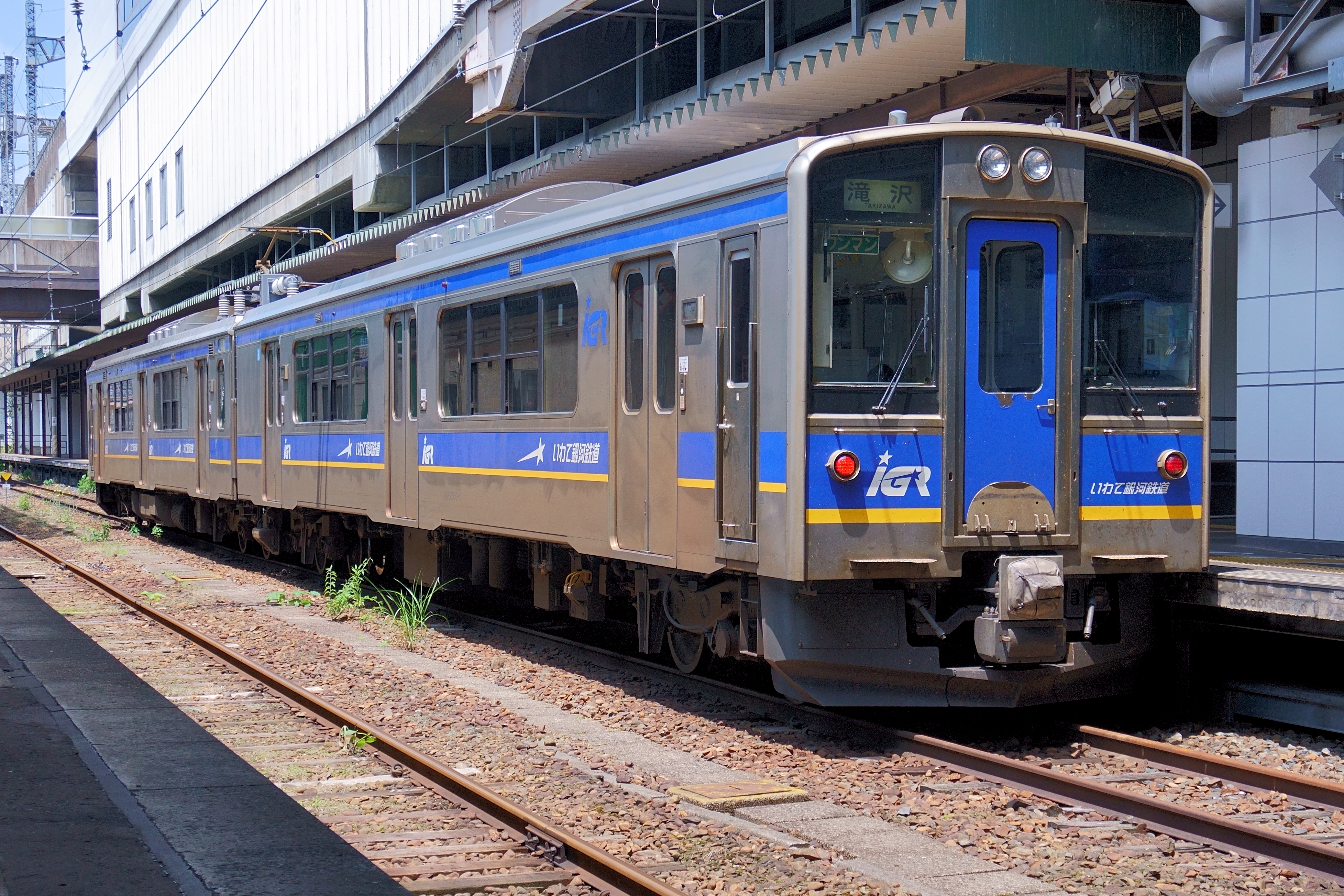
IGR7000系
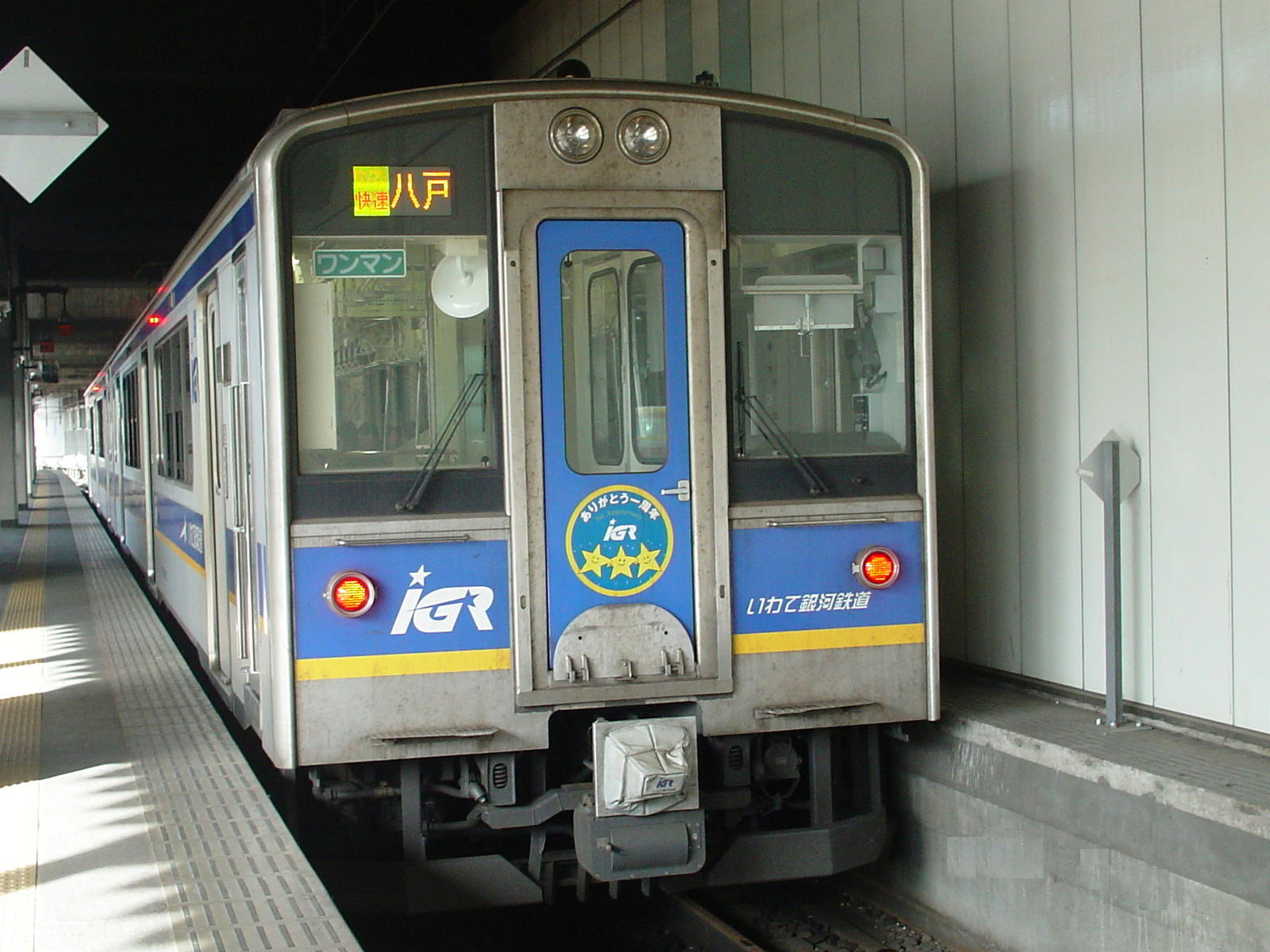
1周年記念車両（盛岡駅にて）

## 運賃・料金など
大人普通旅客運賃（小児は半額・10円未満切り上げ）。2025年3月15日改定。
| キロ程        | 運賃（円） | キロ程  | 運賃（円） |
| ------------- | ---------- | ------- | ---------- |
| 初乗り1 - 2km | 170        | 41 - 45 | 1,240      |
| 3 - 4         | 230        | 46 - 50 | 1,370      |
| 5 - 6         | 320        | 51 - 55 | 1,490      |
| 7 - 10        | 340        | 56 - 60 | 1,610      |
| 11 - 15       | 410        | 61 - 65 | 1,730      |
| 16 - 20       | 550        | 66 - 70 | 1,850      |
| 21 - 25       | 690        | 71 - 75 | 1,970      |
| 26 - 30       | 830        | 76 - 80 | 2,090      |
| 31 - 35       | 970        | 81 - 82 | 2,420      |
| 36 - 40       | 1,110      |         |            |

ただし、下記の区間では乗継割引運賃（小児は半額・10円未満切り上げ）が適用される。
| 斗米 | 金田一温泉 | IGR線／青い森線 |
| ---- | ---------- | --------------- |
| 540  | 430        | 三戸            |
| 550  | 440        | 諏訪ノ平        |

上記以外にもJR東日本東北本線・田沢湖線・山田線および花輪線の一部駅に対して乗継割引が設定されていたが、2025年3月15日の運賃改定で廃止された。
- 特急料金 670円
- 急行料金 340円
- 特別車両料金 6970円（「TRAIN SUITE 四季島」に適用）
- 入場券 140円

北海道新幹線開業後も旅客営業規則には特急・急行料金が定められている。ただし「北斗星」などの寝台特急が運行されていた開業当初から北海道新幹線開業前までの時期を含め、IGRの各駅では特急券・急行券の発売を行っていない。
乗車券は、社員配置駅と青山・巣子・一戸駅では窓口及び自動券売機で発売、それ以外の委託駅では窓口で発売している。無人駅である小繫・斗米・目時以外の各駅では窓口で硬券の入場券が購入できる。
身体障害者・知的障害者・精神障害者への運賃の割引はキロ数に関係なく適用される（5割引）が、学割などの割引制度はない。

### 割引運賃・企画乗車券など
以下の企画乗車券を発売している。また、JRで発売している一部の特別企画乗車券（トクトクきっぷ）には、いわて銀河鉄道線内の全線または一部区間が乗り降り自由のものもあるが、「青春18きっぷ」では利用できない。
- IGRホリデーフリーきっぷ
  - 土日祝日及び、「さんさ踊り」と年末年始期間の平日に、いわて銀河鉄道線が全線乗り放題の一日乗車券。2016年10月1日から2017年1月29日まで発売され[36]、2017年4月1日から通年発売となった[37]。本きっぷの提示でIGR関連の食事施設での特典がある。なお、青い森鉄道の「青い森ワンデーパス」とは異なり、夏休み期間は、前述の「さんさ踊り」期間を除く平日は利用できない。
- このほか、青い森鉄道線も利用可能なフリーきっぷが発売されることがある。
- CANPASS・CANPASSプラス
  - 大学生用の割引定期券で、CANPASSは盛岡・滝沢・目時の各駅 - IGR各駅相互間、CANPASSプラスはいわて銀河鉄道線各駅から滝沢駅経由、岩手県交通のバスで岩手県立大学または盛岡大学の間に設定されている。4月から翌年3月まで利用できるが、購入には通常の定期券とは異なり、事前登録が必要。
- あんしん医療きっぷ
  - 病院通院者の優先車両「IGR地域医療ライン」開始（2008年11月）に合わせて発売されている往復割引乗車券で、金田一温泉 - 岩手川口間の各駅で発売する。購入や利用に関しては盛岡市内の医療機関に通院していることを証明する書類が必要。2012年3月31日までは奥中山高原以北のみで発売されていた[38]。
- 中学生往復半額きっぷ
  - 学校の長期学休期間（夏休み・冬休み・春休み）に中学生のみ適用されるきっぷ。利用する場合は、有人駅の窓口で「生徒手帳」などの中学校に在学している証明書の提示が必要。また、花輪線・東北本線などのJR線から利用する場合は好摩駅・盛岡駅で一旦下車してIGR窓口で本きっぷを購入することになる[39]。JR線との連絡きっぷは発売していない。なお、青い森鉄道が発売している同種のきっぷ「夏休み中学生割り」「中学生ホリデーフリーきっぷ」などと同様に、いわて銀河鉄道線と青い森鉄道線に跨るものは発売していない。ただし後述の「IGR・青い森鉄道フリーきっぷ」は、中学生でも有人駅窓口で「生徒手帳」を提示した場合のみ、小児（小学生）の発売額と同額で購入できた。また、青い森鉄道では2015年夏休み期間から高校生まで対象を拡大した「中学生・高校生専用 学トクホリデーフリーきっぷ」が、三陸鉄道では2017年7月29日から2019年3月21日まで「中高生用南リアス線フリー乗車券」が、それぞれ発売されているが、IGRでは、現時点では高校生までを対象としたきっぷの発売予定はない。
- 小学生100円きっぷ[40]
  - 小学生が1乗車につき運賃が100円になるきっぷ。
  - 発売箇所は小繋駅・斗米駅を除く各駅窓口。利用期間は夏休み期間・冬休み期間とその前後で、乗車当日のみ有効。なお、小繋駅・斗米駅から乗車する場合は、通常の小児運賃が必要となる。
- フェザン買物きっぷ
  - 発駅から盛岡駅（盛岡発のきっぷもあり）までの往復乗車券に、盛岡駅ビル「フェザン」および「ホテルメトロポリタン」の盛岡本館およびNEW WINGレストラン各店で利用できる2000円の買物券が付いたきっぷ。青い森鉄道で先に発売している「ラビナお買い物きっぷ」の岩手版ともいえるきっぷである。なお、発売・利用期間は、土休日と、「さんさ踊り」期間の平日と年末年始期間の平日。年末年始も利用できる点と、平日については先述の「さんさ踊り」期間と年末年始のみに限られる点が、「ラビナお買い物きっぷ」とは異なる。無人駅から利用する場合や、有人駅からの利用でも窓口営業時間外から利用する場合は、盛岡駅で発売する。また、本きっぷには、青い森鉄道の「ラビナお買い物きっぷ」とは異なり、予め「お買物券」が付いているのではなく、「引換券」が付いており、フェザン本館2階インフォメーション（総合案内所）でお買物券に引き換える必要がある。
- 玉山地域 列車でおでかけきっぷ（旧:玉山区 列車でおでかけきっぷ）
  - 盛岡市玉山地域（旧:玉山区）在住で、「玉山地域列車でおでかけきっぷ」購入証の発行を受けた満70歳以上の人を対象に、渋民駅または好摩駅から盛岡駅までを割引で利用できる乗車券。なお、本きっぷは、盛岡市が実施する「まちなか・おでかけパス事業」の一環として発売している。「玉山地域列車でおでかけきっぷ」購入証発行申込書は、渋民駅と好摩駅の窓口および盛岡市役所玉山総合事務所等に置かれ、購入証発行時は運転免許証や健康保険証など年齢を証明する公的書類の提示が必要となり、購入証発行には必ず本人が窓口に出向かなければならない。なお、2016年4月1日から、きっぷの名称が変更されたが、利用条件や効力の変更はない[41]。
- 奥中山高原子どもの森きっぷ・奥中山高原温泉スキーきっぷ
  - 発駅から奥中山高原駅までの往復乗車券と奥中山高原地区の岩手県北バスが乗り降り自由となるきっぷ。なお、奥中山高原温泉スキーきっぷは冬期の発売で、奥中山高原スキー場リフト券と温泉がセットになる[42]。
- アピオきっぷ
  - いわて銀河鉄道線各駅から滝沢駅までと滝沢駅前からアピオ前（岩手産業文化センター）までの岩手県交通の往復乗車券がセットになったきっぷ。利用日の1か月前から利用当日まで発売。利用可能日は、年末年始を除く土日・祝日。いわて銀河鉄道線各駅窓口と小繋駅から利用する場合は同駅前にある「里やま市場」で、斗米駅から利用する場合は二戸駅でそれぞれ発売[43]。

#### 岩手県交通・岩手県北バスとの連絡割引定期券・割引乗車券
- IGR・バス乗継通勤定期券
  - 青山 - 目時の各駅から盛岡駅まで列車を利用し、盛岡駅から開運橋 - 盛岡バスセンター間の各停留所および、浅岸線開運橋 - みずほ銀行・青春館前間の各停留所までを岩手県交通バスが利用できる通勤定期券。両社通しで利用の定期運賃が通常利用と比べて割引になる。ただし、急行バス・特急バス（急行盛岡大船渡線、特急千厩盛岡線）、盛岡都心循環バス「でんでんむし」は利用できない。2010年12月3日までは盛岡 - 青山間のみで設定されていた[44]。以前は岩手県北バス利用タイプ（青山発のみ設定）も設定されていたが、現在は発売終了している。
- すごe-きっぷ
  - 巣子 - 青山の各駅から盛岡駅まで列車を利用し、フリーエリアは岩手県交通・岩手県北バスの路線バス、盛岡都心循環バス「でんでんむし」が1日乗り放題となる乗車券。フリーエリアはIGR・バス乗継通勤定期券利用可能区間と盛岡都心循環バス「でんでんむし」全区間。ただし、急行バス・特急バス（急行盛岡大船渡線、特急千厩盛岡線、106急行バス）は利用できない。

IGR・バス乗継通勤定期券は盛岡 - 好摩間の各駅といわて沼宮内・一戸・二戸の各駅で、すごe-きっぷは盛岡 - 巣子間の各駅でそれぞれ発売しているが、盛岡バスセンター1階にあるバス乗車券・定期券売り場では発売していない。

#### 不定期発売
- 盛岡 - 青森間の企画乗車券
  - IGR・青い森鉄道フリーきっぷ
    - 2014年12月5日から2015年1月4日の土日祝日（12月27日と12月28日を除く、1月2日金曜日は適用）と2015年7月から2016年3月までの特定の週末に最大2日間、いわて銀河鉄道線と青い森鉄道線全線乗り放題の「IGR・青い森鉄道フリーきっぷ」が発売された[45][46]。

  - もりもりフリーパス[47]
    - いわて銀河鉄道線と青い森鉄道線と乗り放題の乗車券。2日間有効。

  - 青森割引きっぷ
    - 盛岡駅から青森駅までの下り列車が利用できるきっぷ。1日間有効で、途中下車は可能だが、上り列車（逆方向の列車）は利用できない。
      - 発売期間と利用期間は、2024年7月13日から2025年1月31日（「もりもりフリーパス」の発売は1月30日）まで。
      - 発売個所は、紙式タイプで「もりもりフリーパス」がIGRいわて銀河鉄道の有人駅、「青森割引きっぷ」が盛岡駅のみ。両きっぷ共、「RYDE PASS」でデジタルチケットを発売。

#### 発売終了
- 連絡ミニ回数券（2014年3月31日発売終了[48]）
  - 青山 - 滝沢間の各駅とJR岩手飯岡・仙北町・大更の各駅間で発売する連絡回数券。ただし、大更発着の場合は滝沢 - 大更間のみの発売となっていた。
- らくとく空港きっぷ（2014年3月31日発売終了[48]）
  - 青山 - 目時の各駅から盛岡駅まで列車を利用し、盛岡駅から花巻空港まで岩手県交通の空港連絡バスが利用できる片道割引乗車券[49]。両社通しで利用の運賃が割引になるほか、花巻空港の一部サービスが割引になる。盛岡・斗米・目時を除く各駅と岩手県交通空港案内所で発売していた。
- コロプラ1日フリーきっぷ（2020年3月31日発売終了[50]）
  - コロプラが提供する携帯電話・スマホの位置情報ゲーム「コロニーな生活」と連動したいわて銀河鉄道線内用の一日乗車券[51]。

### 貸切運賃
設定区間は次の通り。
- 盛岡 - いわて沼宮内間 10万円
- 盛岡と御堂・奥中山高原間 12万円
- 盛岡と小繋 - 目時間 15万円

ただし、設定区間以外に申込みのあった貸切運賃は、区間の片道の営業キロに見合う運賃となる。
申込者の希望によっては青い森鉄道まで入線する（JR線は不可）。

### 連絡運輸
連絡運輸の範囲は次の通りである。

#### JRとの連絡運輸
東日本旅客鉄道株式会社旅客連絡運輸規則別表によると次の通り。
- 連絡対象駅：盛岡駅、好摩駅、八戸駅（青い森鉄道を連絡する場合）

盛岡駅連絡の場合
- IGRいわて銀河鉄道線の各駅とJR東日本の東北本線一ノ関駅 - 仙北町駅（東北新幹線の新花巻駅と水沢江刺駅を含む）相互間
- IGRいわて銀河鉄道線の盛岡駅 - いわて沼宮内駅間の各駅とJR東日本の大釜駅 - 赤渕駅並びに上盛岡駅 - 上米内駅相互間

好摩駅連絡の場合
- IGRいわて銀河鉄道線の盛岡駅 - 好摩駅間の各駅とJR東日本の東大更駅 - 大館駅相互間

通過連絡運輸の場合
JR6社（JR北海道・JR東日本・JR東海・JR西日本・JR四国・JR九州）の各駅から次の区間を経由でJR6社の各駅に発着するもの。
- IGRいわて銀河鉄道線の盛岡駅 - （目時駅） - 青い森鉄道の八戸駅を経由
- IGRいわて銀河鉄道線の盛岡駅 - IGRいわて銀河鉄道の好摩駅経由

なお、2010年12月4日以降は、東北本線の経営分離拡大に伴い、JR6社の各駅より花輪線・好摩駅・当線・青い森鉄道線を経て、八戸駅・野辺地駅・青森駅よりJR6社の各駅に発着する区間で通過連絡の利用が可能となる。

3社連絡（JR東日本・IGR・青い森）の場合
青い森鉄道線を経由して、IGRいわて銀河鉄道の各駅 - JR東日本の以下の各駅の相互間
- IGRいわて銀河鉄道線の各駅とJR東日本の長苗代駅 - 鮫駅間
- IGRいわて銀河鉄道盛岡駅とJR東日本の油川駅 - 蟹田駅間、JR北海道の全線各駅

同規則上、JR各駅を出発駅としなければ連絡する切符等を発売できないが、同規則第14条の例外規定により、津軽線油川駅以北への駅と連絡する場合は、JR6社の各駅で、いわて銀河鉄道線各駅から出発となる切符を発売できる。

#### IGRいわて銀河鉄道旅客営業規則上の連絡運輸
IGRいわて銀河鉄道旅客営業規則別表による連絡運輸範囲は次の通りであり、JRと異なっている。
- 連絡対象駅: 盛岡駅、好摩駅、目時駅

盛岡駅連絡の場合
- IGRいわて銀河鉄道線の各駅とJR東日本の一ノ関駅 - 仙北町駅（東北新幹線を除く。選択乗車も除外しているかは不明）の各駅間
- IGRいわて銀河鉄道線の青山駅 - いわて沼宮内駅間の各駅とJR東日本の大釜駅 - 赤渕駅並びに上盛岡駅 - 上米内駅の各駅間

好摩駅連絡の場合
- IGRいわて銀河鉄道線の盛岡駅 - 渋民駅の各駅とJR東日本の東大更駅 - 大館駅の各駅

目時駅連絡の場合
- JR東日本の長苗代駅 - 鮫駅の各駅
- 青い森鉄道線の三戸駅 - 八戸駅の各駅

取り扱い券種
JR東日本（東北新幹線を除く）
- 普通乗車券（片道・往復）
- 通勤定期券（1・3・6か月）
- 通学定期乗車券（1・3・6か月）
- 団体乗車券

青い森鉄道
- 普通乗車券（片道・往復）
- 通勤定期乗車券（1・3・6か月）
- 通学定期乗車券（1・3・6か月）
- 団体乗車券

## その他
- 2017年5月21日には、いわて銀河鉄道線及び青い森鉄道線 盛岡 - 八戸間の前面展望映像を収録したブルーレイとDVDがビコムより発売。
- 2023年2月、BS11の「TravisJapan」#1（5分間の番組）にて「IGRいわて銀河鉄道」が放送された。